# Oecumenische Sint-Hendriks Kunstkapel
De Oecumenische Sint-Hendiks Kunstkapel (Fins: Pyhän Henrikin ekumeeninen taidekappeli/Zweeds: Sankt Henriks ekumeniska konstkapell) op het eiland Hirvensalo in de Finse gemeente Turku. De kapel werd gebouwd door in 2005 door het architectenbureau Matti Sanaksenaho in opdracht van de Sint Hendrikskerk. Hoewel het al in 1995 gepland was zou het pas 10 jaar later uitgevoerd worden door een gebrek aan financiële middelen. De kapel dient als een contemplatie plek voor patiënten en bezoekers van een nabij gelegen kankerkliniek. De buitenkant is volledig gemaakt uit koperen dakpannen terwijl de binnenkant helemaal uit hout is opgebouwd en het gewelfsysteem volgens de architect geassocieerd is met de graten van een vis, een belangrijk symbool in het christelijk geloof. In het koor zit een glasconstructie van kunstenaar Hannu Konola die natuurlicht toelaat in de kapel. Door zijn bijzondere uiterlijk is de kapel erg populair onder architectuurliefhebbers.